# Гуринов, Олег Георгиевич
Олег Георгиевич Гуринов (род. 1967) —  контр-адмирал (2018), командир Крымской военно-морской базы Черноморского флота (2017—2021).

## Биография
Родился в 1967 году. Отец — Гуринов Георгий Николаевич, адмирал, командующий Тихоокеанским флотом (02.04.1993-05.1994).
Окончил Калининградское высшее военно-морское училище. Начинал офицерскую службу на Тихоокеанском флоте. После окончания Высших специальных офицерских классов ВМФ был направлен на Балтику. В 1996-1999 годах командовал сторожевым кораблём «Пылкий». В 2001 году окончил Военно-морскую академию имени Адмирала Флота Советского Союза Н. Г. Кузнецова».
С 30 августа 2001 года и по 2004 год — командир эскадренного миноносца эсминца «Настойчивый».
По итогам 2002 года «Настойчивый» был признан лучшим среди надводных кораблей ВМФ по боевой подготовке.
Гуринов участник Всеармейского совещания офицеров. Командовал бригадой и дивизией надводных кораблей Балтийского флота, командовал походами кораблей в Красном море и у берегов Сомали.
В период 01.2011 — 07.2013 годов — начальник Военно-морского управления Южного военного округа.
В период 07.2013 — 07.2014 годов — начальник штаба Приморской флотилии разнородных сил Тихоокеанского флота.
В период 07.2014 — 07.2017 годов —  начальник кафедры тактики ВМФ Военно-морской академии имени Адмирала Флота Советского Союза Н. Г. Кузнецова».
В период 07.2017 — 08.2021 годов — командир Крымской военно-морской базы Черноморского флота РФ.
Награждён орденом «За морские заслуги» (16.08.2009).